# سوراخ گرد استخوان پروانه‌ای
سوراخ گرد استخوان پروانه‌ای (انگلیسی: Foramen rotundum) سوراخ مدوری در کف حفرهٔ کرانیال میانی در بال بزرگ استخوان پروانه‌ای است که عصب فکی فوقانی از آن عبور می‌کند.